# Valea Târnei, Bihor
Valea Târnei, mai demult Călin, este un sat în comuna Șinteu din județul Bihor, Crișana, România.